# 오타키촌
오타키촌(일본어: 王滝村)은 일본 나가노현 남서부에 있는 기소군의 촌이다. 온타케산 기슭에 위치한다.
예로부터 임업이 번창하고 "기소 편백"으로 알려졌다. 이것은 일본 3대 아름다운 숲으로 꼽히고 있다. 옛날에는 벌채한 편백을 이카다로강을 이용한 수운으로 아게마쓰정의 제재소까지 옮겼다. 지금은 댐이 들어서면서 수운을 할 수 없게 되었지만 대신에 운반 수단으로 기소 삼림철도가 정비되었다. 기소 삼림철도는 목재의 운반뿐만 아니라 주민의 교통수단 역할을 해왔다.
특히 오타키강 안쪽(상류부)의 기소 편백은 그 품질이 높아 에도 시대부터 벌채가 보호되어 왔다. 1970년경에는 1개당 10만 엔 이상의 가치가 있어 고급 재목으로 알려졌다. 또한 이세 신궁의 건축재로 사용되었다.

## 인접하는 자치체
- 나가노현
  - 기소군 오쿠와촌·아게마쓰정·기소정

- 기후현
  - 게로시, 나카쓰가와시

## 역사
- 1504년 - 시나노국 지쿠마군 오타키촌이 존재했다는 기록이 남아 있다.
- 1868년 - 이 해까지 시나노국 지쿠마군 다키고시촌을 편입했다.
- 1871년 8월 29일 - 폐번치현으로 나고야번에 속했던 시나노국 지쿠마군 오타키촌은 그대로 나고야현에 속했다가 12월 31일에는 시나노국에 속하는 다른 나고야현 정촌과 함께 이나현 등과 합병해 지쿠마현에 속하였다.
- 1876년 8월 21일 - 지쿠마현의 시나노국 부분이 나가노현에 편입되면서 나가노현 지쿠마군 오타키촌이 되었다.
- 1879년 1월 14일 - 니시치쿠마군 성립으로 니시치쿠마군 오타키촌이 되었다.
- 1968년 5월 1일 - 니시치쿠마군이 기소군으로 개칭하면서 현재에 이른다.

## 인구
| 연도 | 인구  | ±%     |
| ---- | ----- | ------ |
| 1940 | 4,409 | —      |
| 1950 | 4,283 | −2.9%  |
| 1960 | 3,862 | −9.8%  |
| 1970 | 2,266 | −41.3% |
| 1980 | 1,768 | −22.0% |
| 1990 | 1,239 | −29.9% |
| 2000 | 1,205 | −2.7%  |
| 2010 | 965   | −19.9% |